# Forcipomyia tonnoiri
Forcipomyia tonnoiri är en tvåvingeart som först beskrevs av Maurice Emile Marie Goetghebuer 1920.  Forcipomyia tonnoiri ingår i släktet Forcipomyia och familjen svidknott. Inga underarter finns listade i Catalogue of Life.